# Félix Nadar
Félix Nadar, egentligen Gaspard-Félix Tournachon, född 6 april 1820 i Paris, död 21 mars 1910 i Paris, var en fransk fotograf, karikatyrtecknare, journalist, författare och ballongflygare. Han var verksam under flera olika pseudonymer varav den mest kända är Nadar.

## Biografi
Nadar anställdes 1848 som karikatyrtecknare vid Le Charivari, där kom han i kontakt med den nya konsten fotografering.
År 1849 grundade han skämttidningen La revue comique. Han tog sina första bilder 1853 och grundade samtidigt en av de första fotografiateljéerna, Quand j'étais photographe. År 1854 började han publicera ett pikant galleri av samtidens berömdheter, Panthéon Nadar.
År 1856 följde han med vid en ballonguppstigning och fick möjligheten att ta världens första flygbild.
Han blev i samband med uppstigningen intresserad av flygning och deltog flitigt i debatten om luftfarkostens konstruktion. I denna hävdade han att den rätta farkosten var en helikopter eller någon form av autogiro.

"Snurrande" självporträtt, cirka 1865

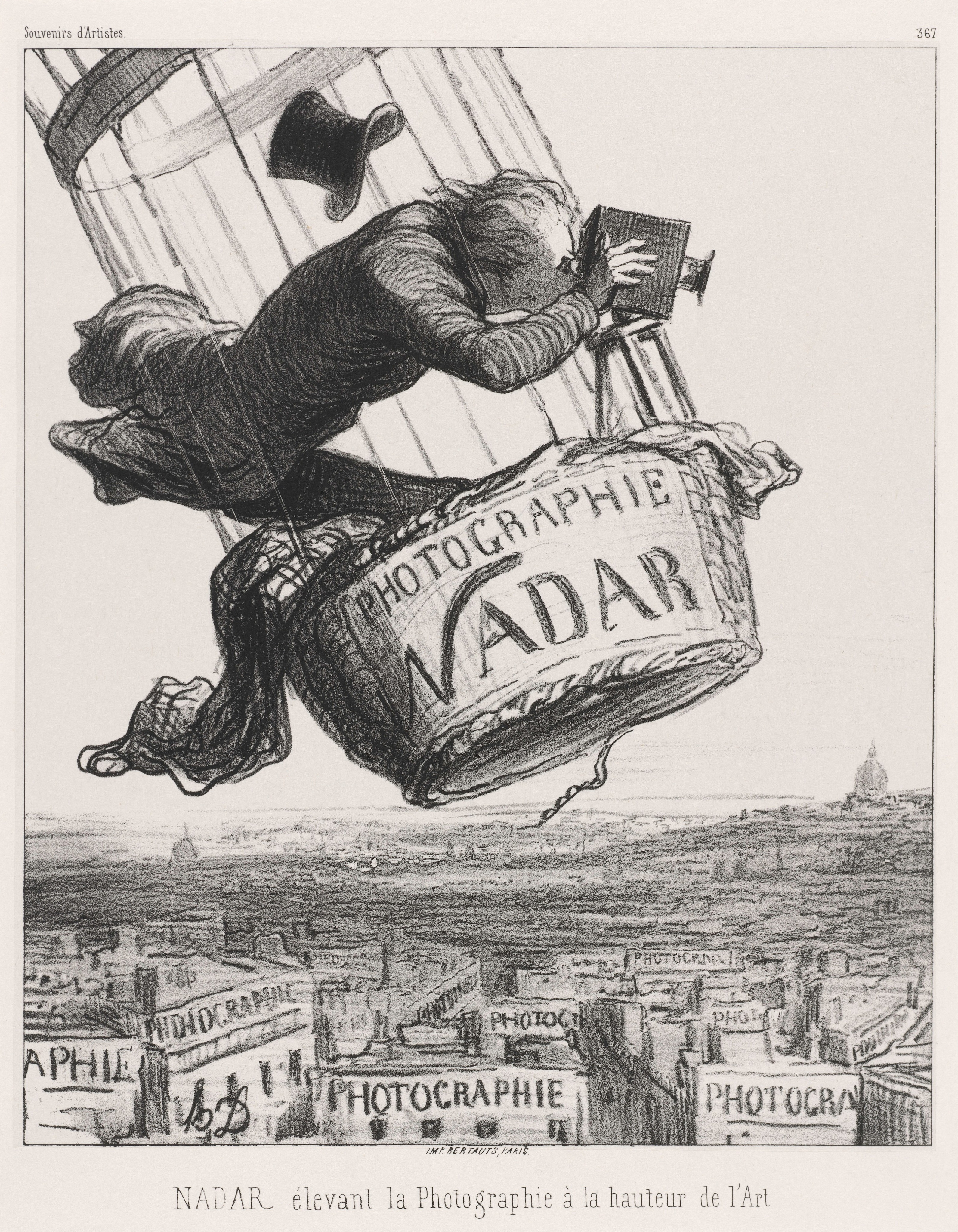
Félix Nadar tar en bild från en luftballong. Publicerad i Le Boulevard, 25 maj 1862.

För att finansiera sitt helikopterprojekt började han bygga jätteballongen "Le Géant" 1863. Ballongen tillverkades av två lager finaste vitt siden. Höjden var 60 m och volymen var 6 000 m³ med den beräknade lyftkraften 4 600 kg. Ballongkorgen tillverkades av vide i en bungalowliknande stil. På taket fanns en balkong. Korgen var inredd med sex små hytter. I en hytt fanns fotoutrustning, i en annan stod en liten tryckpress.
Ballongen steg till väders första gången 4 oktober 1863, med de två bröderna Godard som delade på befälskapet, Tournachon och ytterligare tolv passagerare. Trots att det var bestämt att kvinnor inte skulle delta i uppstigningen, smög sig Tour Auvergne ombord och vägrade lämna farkosten. Alla ombord var försedda med pass, eftersom man inte visste hur lång resan skulle bli. Efter att farkosten lättat, drev den sakta österut på låg höjd. Efter en kort färd närmade man sig marken, och de sista två kilometerna fram till Meaux (bara någon mil från Paris) släpade korgen häftigt i marken. När farkosten inspekterades, visade det sig att det var en lång spricka i en av våderna.
Efter att ballongen reparerats, gjordes ett nytt flygförsök 18 oktober 1863. Nu var det förutom bröderna Godard, Tournachon med fru bara fem passagerare. Vid starten är dessutom Napoleon III och den grekiska kungen närvarande. Efter att ballongen stigit till lämplig höjd, serverades middag ombord. Vid midnatt passerades den belgiska gränsen vid Erquelines och på morgonen flög ballongen över kanalerna i Nederländerna. Ett tag var man rädd att ballongen skulle driva ut över Nordsjön, men vinden vände och man drev i östlig riktning mot Tyskland. När ballongen anlände till Hannover, sänktes höjden och ballongen förbereddes för landning. Vid tillfället rådde stark vind och ballongen fångades upp av den. Korgen med dess passagerare släpades över marken och var ett tag nära att kollidera med ett tåg. När ballongen slutligen stannade i Rethem, fanns bara fru Tournachon kvar ombord.
Han genomförde senare ett flertal uppstigningar med ballongen, men det blev inte det inkomstbringande objekt som Tournachon förväntat sig.
Under Paris belägring blev han chef för en ballongeskader som utförde rekognoscering och transporter till och från den belägrade staden. Han utgav även under senare år en mängd album med karikatyrteckningar.
Som fotograf var han pionjär och en av de mest kända porträttfotograferna. Han kom i kontakt med många av dåtidens stora namn och fotograferade bland annat Louis Pasteur, Jules Verne, Jacques Offenbach, Sarah Bernhardt och Franz Liszt. Under olika pseudonymer fotograferade han ett stort antal "franska kort" (erotiska fotografier).
Bland hans skrifter märks Les mémoires du Géant (1864) och Les ballons en 1870 (1871).

## Kända personer i urval, som Félix Nadar har fotograferat
- Michail Bakunin
- Sarah Bernhardt
- Claude Debussy
- Gustave Doré
- Alexandre Dumas den äldre
- Théophile Gautier
- Pjotr Kropotkin
- Franz Liszt
- Nassredin Shah
- Jacques Offenbach
- Louis Pasteur
- Ivan Turgenjev
- Jules Verne
- Émile Zola

## Galleri

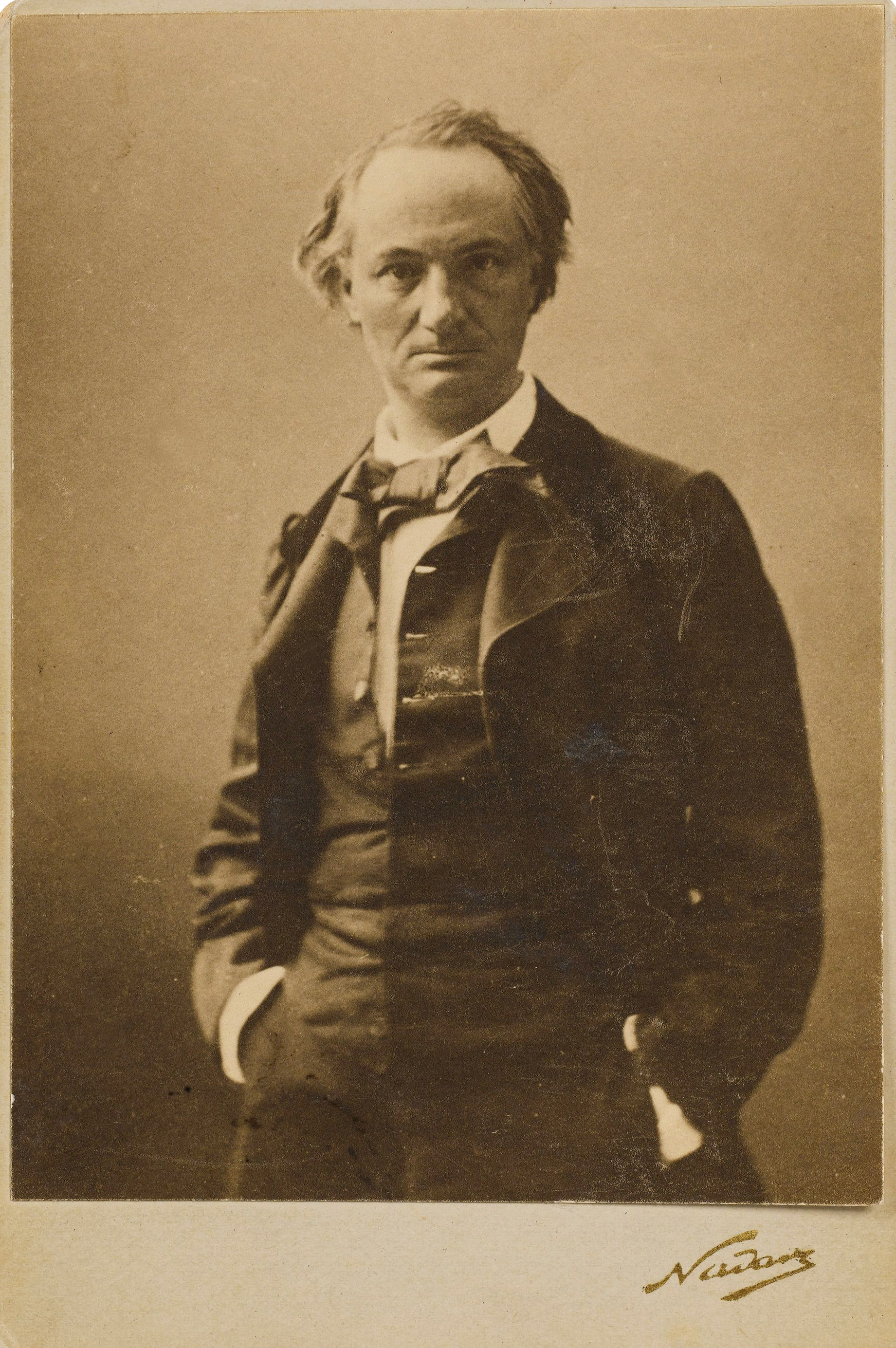
Charles Baudelaire.
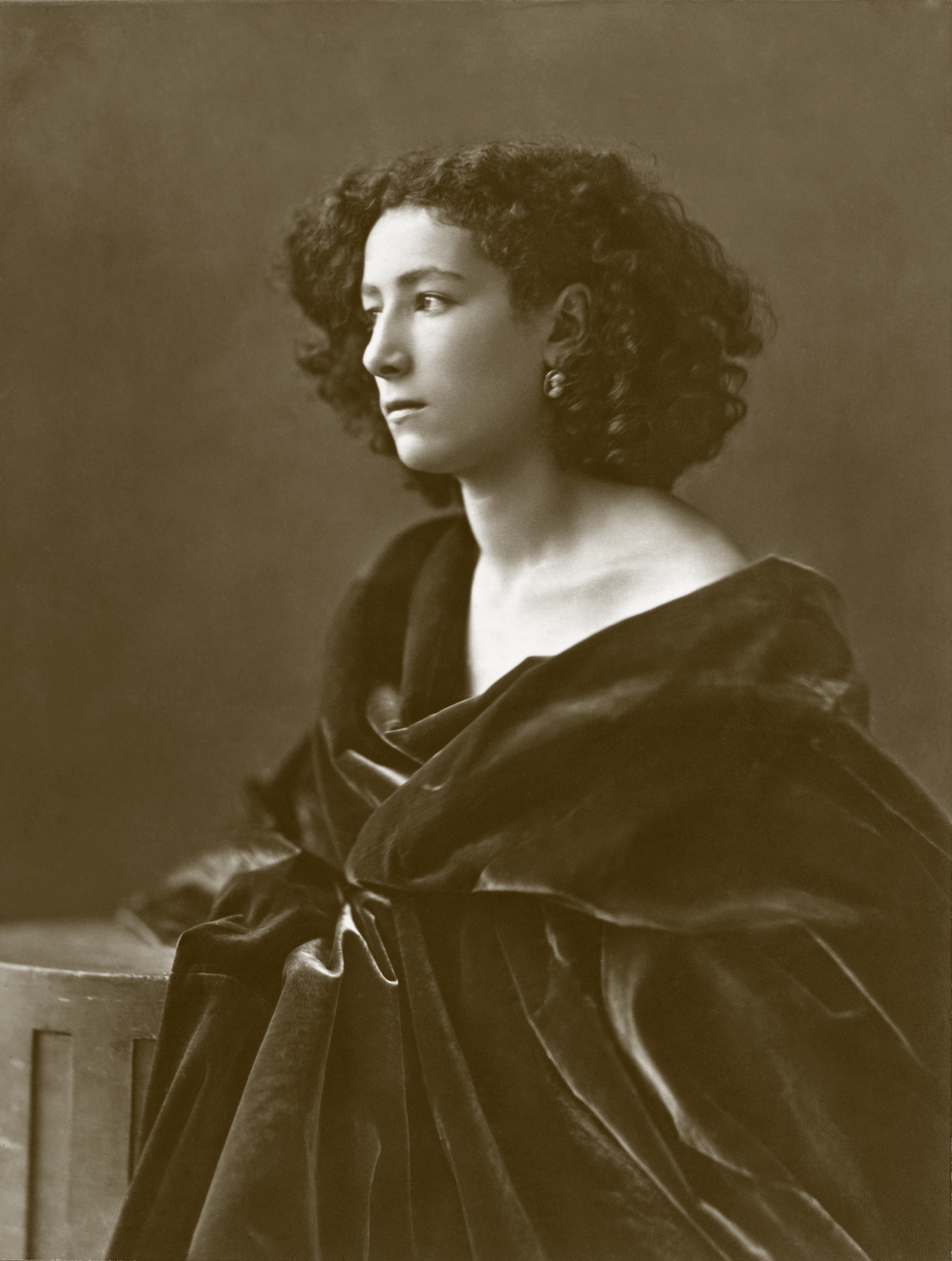
Sarah Bernhardt.
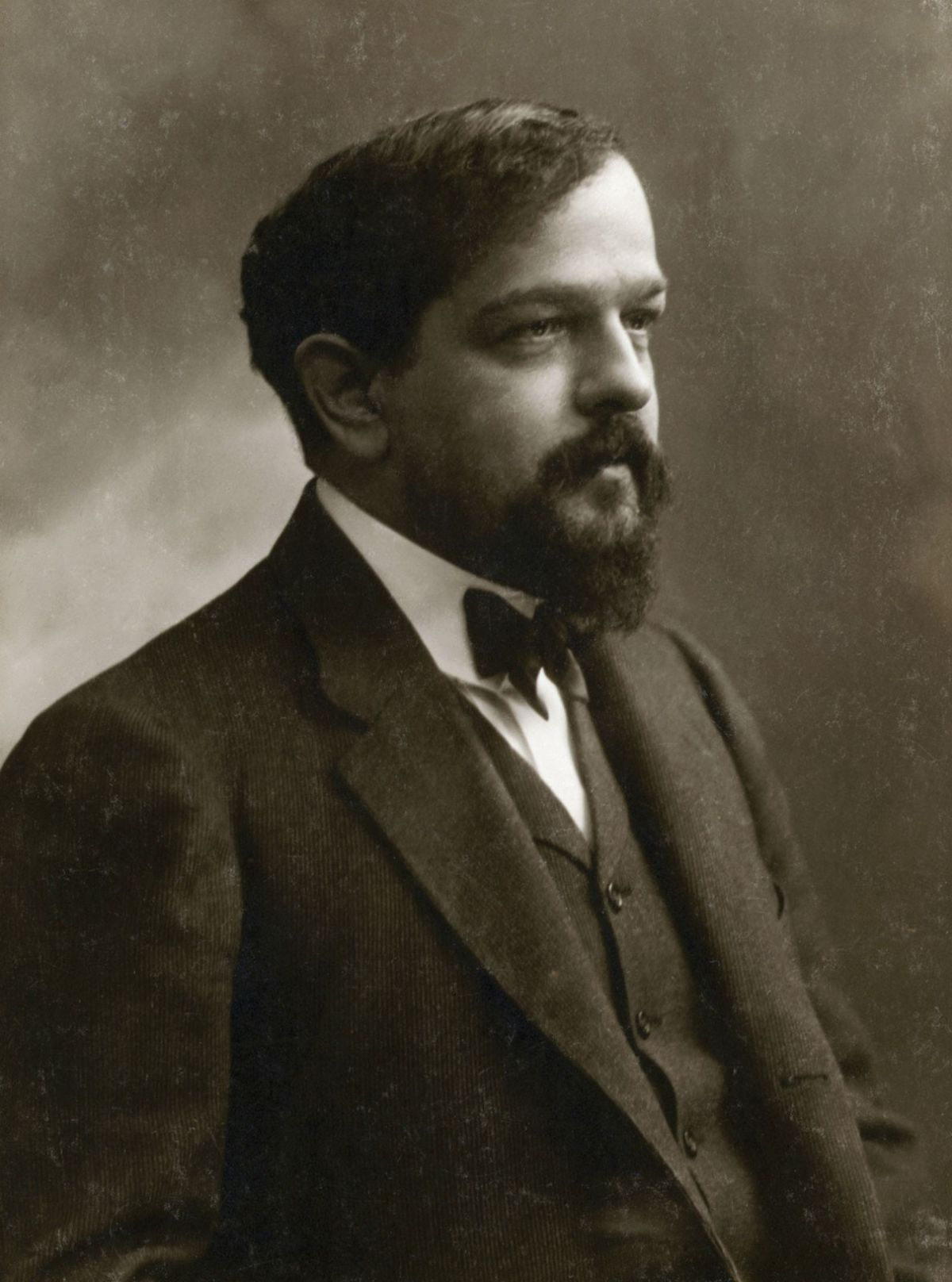
Claude Debussy.
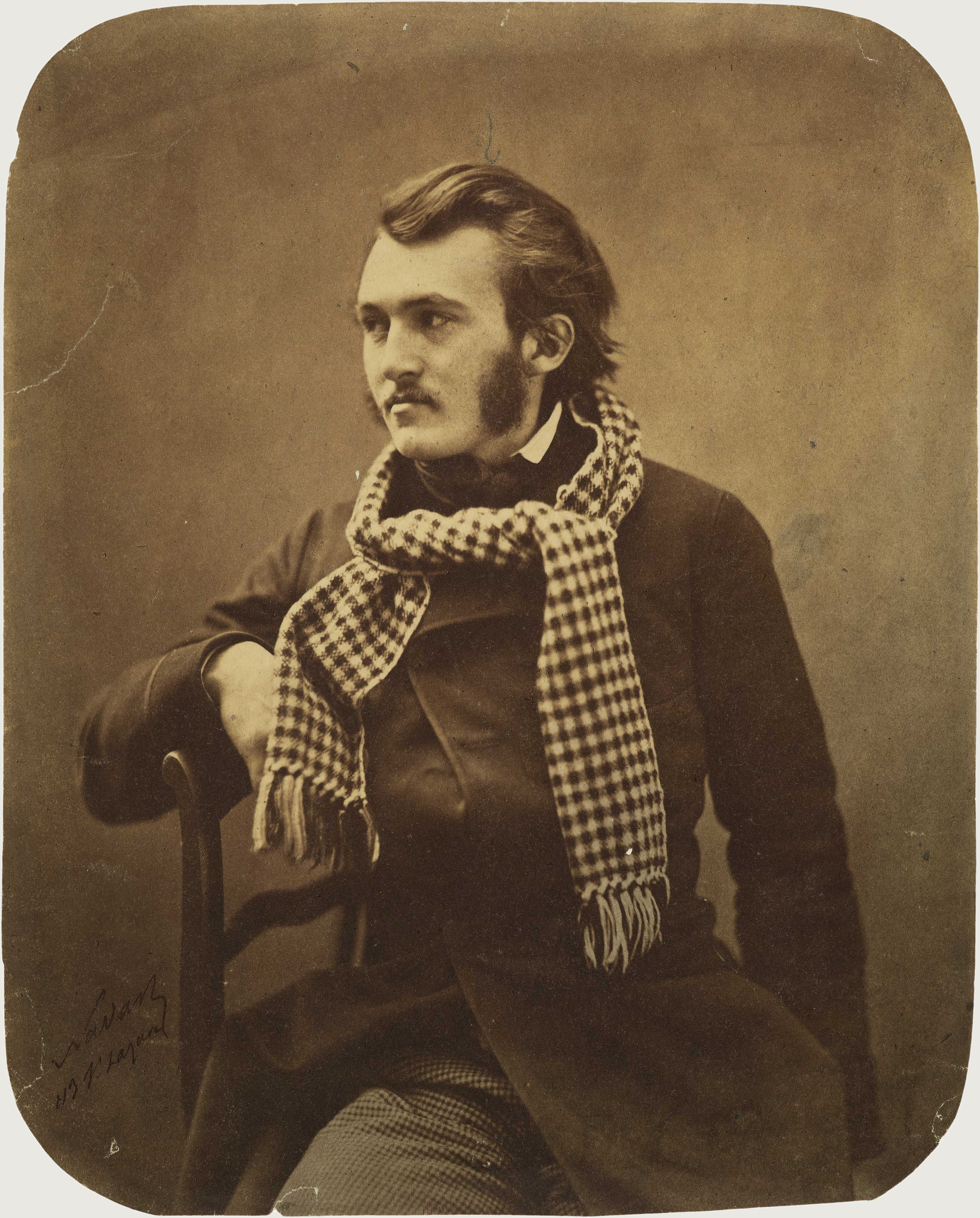
Gustave Doré.
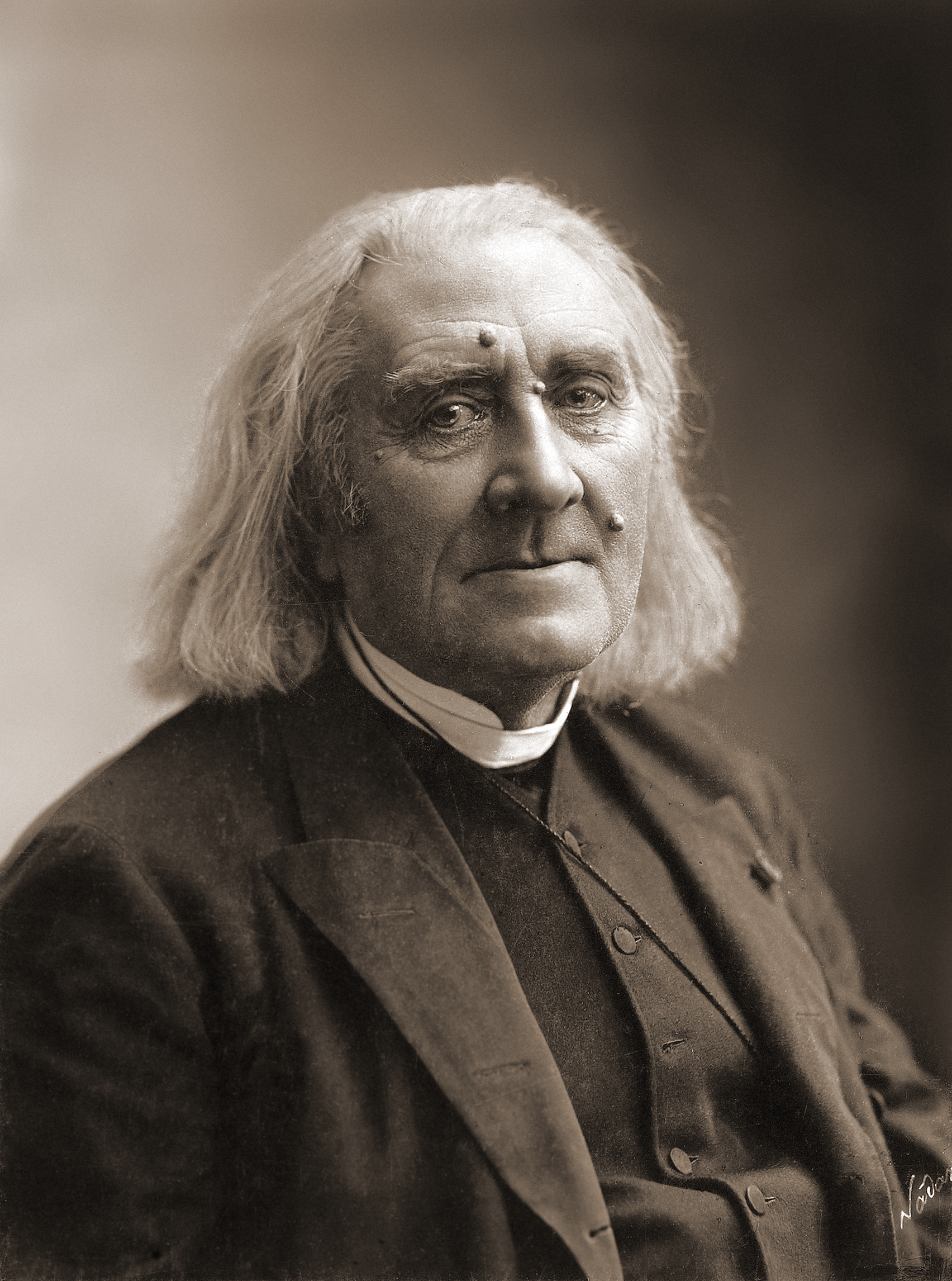
Franz Liszt.
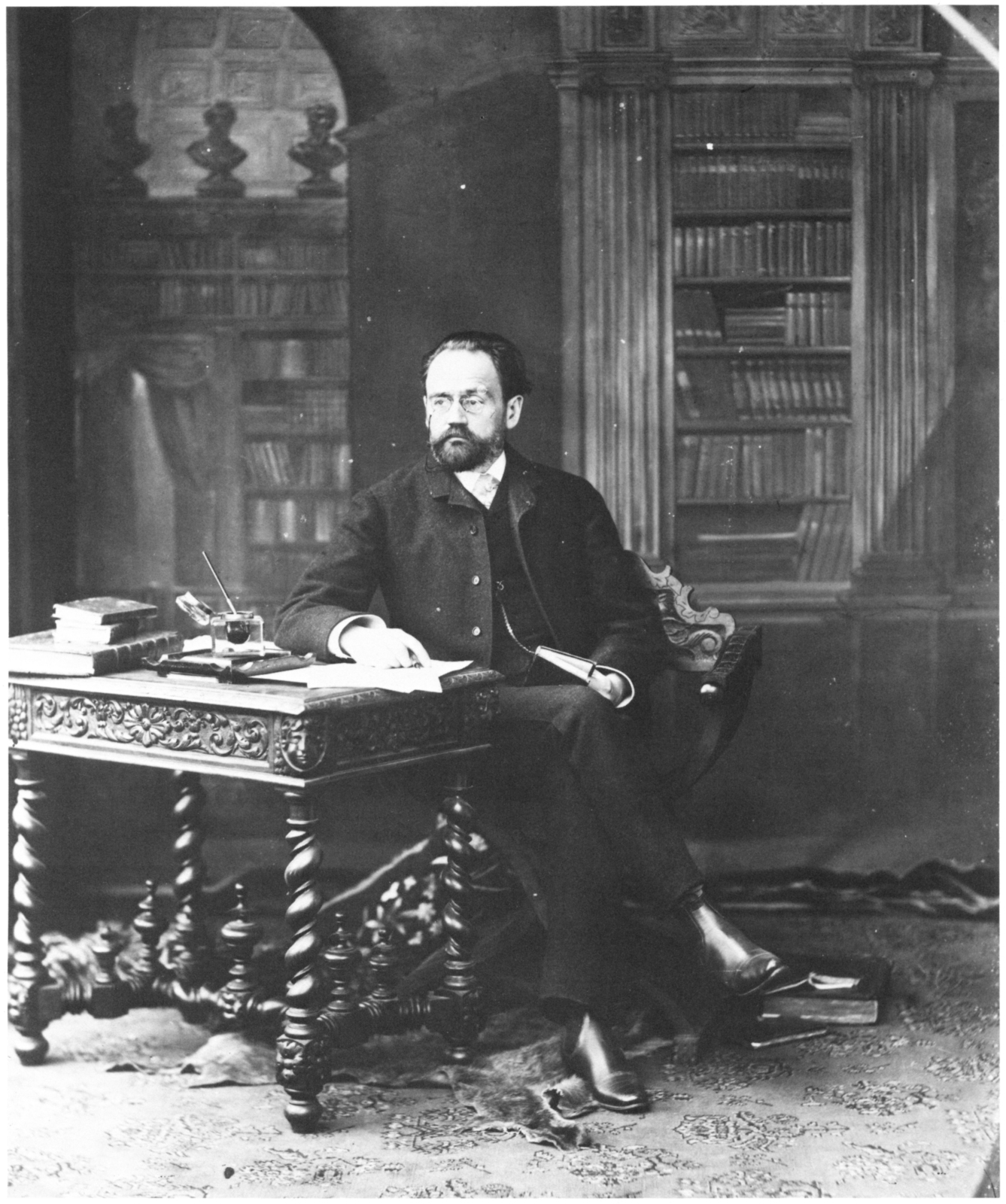
Émile Zola.